# 小行星3103
小行星3103（3103 Eger）是一颗围绕太阳公转的小行星。1982年1月20日，洛瓦斯·米克羅斯（Lovas Miklós）在马特劳山发现了此天体。
該小行星以匈牙利的城市埃格爾命名。
这颗小行星的绝对星等为254.017211312319等。